# Maltotriose
Maltotriose é um carboidrato trissacarídeo formado por três moléculas de glicose. Ele é produzido pela amilase, enzima encontrada nas glândulas salivares. A maltotriose é conhecida também como um hidrato de carbono, por causa da decomposição de açúcares por fermentação de leveduras.